# بهار علیا
بهار علیا یک روستا در ایران است که در دهستان سنگر (فاروج) واقع شده‌است. بر پایه سرشماری عمومی نفوس و مسکن در سال ۱۳۹۵ جمعیت این روستا ۱۷۸ نفر (برابر با ۵۷ خانوار) بوده‌است.